# On the way to YOU
「on the way to YOU」（オン・ザ・ウェイ・トゥ・ユー）は、KEIKOがglobe featuring KEIKO名義で発表したシングル。2000年3月29日にavex globeから発売された。

## 背景
globeのソロプロジェクトとして3枚同時リリースされたシングルの1つ。KEIKO自身による作詞。後にマーク・パンサーのラップが追加されたバージョンがアルバム『outernet』に収録された。
2000年5月31日にアナログ盤が発売されている（収録内容はCDと同一）。

## 制作
歌詞を曲より先に完成させた。小室哲哉から出されたテーマは「恋愛において、自分を押し殺す時」と出され、KEIKOは主観と客観、理性と本能、そういう対極にあるものを見つめつつ、自分自身の本質に向かうプロセスを表現した。その際にKEIKOは「物語を作るのではなく、自分の言葉を書く」様に意識した。
バックトラックが制作が進行する度に何度も様変わりし、小室に呼ばれたKEIKOがピアノの前で相談していたら、突然「生の弦をいっぱい入れよう。globeでは隠し玉にしていたんだ」と固めた。完成形に近いデモテープを聞いたKEIKOは「自分を犠牲にして、子供を守ろうとする母親」と通じた感触を覚え、「人から頼られる方であり、頼られたい自分」「商売がら両親にかまってもらいたい時にかまってもらえない寂しさ」を振り返り、「求められること、求めることはとても素敵なこと」と思った。
タイトルは「I'm On the way to myself」でも十分意味が通るのだが、敢えて今のタイトルにしたのは「今は、本当の自分にたどり着くまでの途上。母性で包み込みたい『あなた』に向かうことが、すなわち『自分自身』に向かっていくと言いたい」というKEIKOの意図が反映されている。
KEIKOは「1人でも動ける曲」と気に入り、ジャケット写真やPVのアイディアを積極的に出した。イメージは「母性」「生命の誕生」「胎内と胎外のつながり」を表現しようとした。ジャケット写真・宣伝写真でも「まずは笑顔。スタッフが目のやり場に困る位の『気にしない』感じを出して、『女性が生き辛い世の中だからこそ、もっとストレス発散しようよ!』というメッセージを発信したい」という思いから、少々刺激的な服装で撮影に臨んだ。

## 収録曲
| 全作詞: KEIKO、全作曲・編曲: 小室哲哉。 |                                      |       |            |      |
| #                                       | タイトル                             | 作詞  | 作曲・編曲 | 時間 |
| 1.                                      | 「on the way to YOU (original mix)」 | KEIKO | 小室哲哉   | 6:09 |
| 2.                                      | 「on the way to YOU (acoustic mix)」 | KEIKO | 小室哲哉   | 6:09 |
| 3.                                      | 「on the way to YOU (instrumental)」 | KEIKO | 小室哲哉   | 6:08 |
| 合計時間:                               | 合計時間:                            | 18:26 |            |      |

## クレジット
- Produced : 小室哲哉
- Strings arrangement : Randy Waldman
- Mixed : Chris Puram
- Art direction & Design : Tycoon Graphics
- Photography : 内田将二

## 収録アルバム
- outernet（アルバムバージョン）
- Ballads & Memories
- 15YEARS -BEST HIT SELECTION-（アルバムバージョン）